# Trastorno encefálico
Los trastornos encefálicos son condiciones congénitas causadas por daños o desarrollo anormal del sistema nervioso de gemación o germinación. Cefálico es un término que quiere decir "cabeza" o "extremo superior del cuerpo". Congénito significa que el trastorno se presenta usualmente antes del nacimiento. Aunque existen muchos trastornos de desarrollo congénitos, esta hoja informativa describe solamente las condiciones cefálicas.

## Etiología
Los trastornos encefálicos no son causados necesariamente por un solo factor, sino que pueden ser provocados por condiciones hereditarias o genéticas o por exposiciones ambientales durante el embarazo, tales como medicamentos que la madre haya tomado, infección maternal o exposición a radiaciones. Algunos trastornos encefálicos ocurren cuando las suturas craneales (los empalmes fibrosos que conectan los huesos del cráneo) se unen prematuramente. La mayoría de los trastornos encefálicos son causados por un problema que ocurre en las primeras etapas del desarrollo del sistema nervioso fetal.

## Fisiopatología
El sistema nervioso humano se desarrolla a partir de una capa pequeña y especializada de células ubicadas en la superficie del embrión. En las primeras etapas del desarrollo, esta capa de células forma el tubo neural, una envoltura estrecha que se cierra entre la tercera y cuarta semana del embarazo para formar el cerebro y la médula espinal del embrión. Cuatro procesos principales son responsables del desarrollo del sistema nervioso: la proliferación celular, un proceso en el cual las células nerviosas se dividen para formar nuevas generaciones de células; la migración celular, un proceso en el cual las células nerviosas se mueven desde su lugar de origen hasta el lugar donde estarán el resto de la vida; la diferenciación celular, un proceso durante el cual las células adquieren características individuales; y la muerte celular, un proceso natural en el cual las células mueren. Entender el desarrollo normal del sistema nervioso humano, que es una de las prioridades de la investigación del Instituto Nacional de Trastornos Neurológicos y Accidentes Cerebrovasculares Archivado el 15 de diciembre de 2016 en Wayback Machine., puede permitir una mejor comprensión de los trastornos encefálicos.

## Cuadro clínico
Los daños al sistema nervioso en desarrollo son una causa importante de trastornos crónicos e incapacitaciones y, a veces, de la muerte de infantes, niños y hasta adultos. Los daños sufridos por el sistema nervioso en desarrollo pueden afectar la mente y el cuerpo en grados que varían enormemente. Muchas incapacidades son suficientemente leves y permiten que los pacientes afectados puedan actuar independientemente en la sociedad. Otras no lo son. Algunos infantes, niños y adultos mueren. Otros quedan completamente incapacitados y una población aún más grande queda parcialmente incapacitada, funcionando bastante por debajo de la capacidad normal durante toda la vida.

## Clasificación
- Acefalia[1]
- Anencefalia
- Braquiocefalia
- Colpocefalia
- Escafocefalia
- Esquizencefalia
- Exencefalia
- Holoprosencefalia
- Hidranencefalia
- Iniencefalia
- Lisencefalia
- Macrocefalia
- Megaloencefalia
- Microcefalia
- Microencefalia
- Otocefalia
- Oxicefalia
- Plagiocefalia
- Porencefalia
- Trigonocefalia